# Walter Wade
Walter Wade, né en 1760 et mort en 1825, est un médecin et botaniste irlandais.

## Biographie
Wade est un médecin exerçant au dispensaire général de Dublin en 1790. Aylmer Bourke Lambert dans une lettre à (Sir) James Edward Smith déclare que grâce aux efforts de Wade, une subvention de 300 £ a été obtenue pour établir le jardin botanique de Dublin, et qu'il a l'intention de publier un ouvrage intitulé Flora Dublinensis . Des feuillets in-folio non datés de ce projet de travail existent, avec des planches, sous le titre Floræ Dublinensis Specimen, mais il n'a jamais été réalisé. Wade devient finalement directeur du jardin botanique jusqu'à sa mort en 1825.
En 1794, Wade publie le Catalogus Systematicus Plantarum indigenarum in comitatu Dublinensi… pars prima, sur la page de titre duquel il se décrit comme médecin, licencié du King's and Queen's College of Physicians et maître de conférences en botanique. Cet ouvrage est en latin (275 pages in-8), arrangé selon le système linnéen, avec des localités soigneusement vérifiées et des index des noms latins, anglais et irlandais. Les carex et les plantes cryptogamiques sont réservés pour une deuxième partie, qui n'a jamais été publiée. Lady Kane, dans son Irish Flora anonyme (Dublin, 1833), dit de cet ouvrage (préface, p. vii) qu'il est "le premier qui parut en Irlande sous un arrangement systématique", et que son auteur "peut être considéré à juste titre comme le premier qui a diffusé un goût général pour la botanique dans ce pays".
Wade visite diverses régions d'Irlande à la recherche de plantes en 1796. Il est chargé de cours sur la botanique au Royal College of Surgeons et est élu membre de la Royal Society en 1811 .
Il meurt à Dublin en 1825.